# Сацкий, Виталий Антонович
Виталий Антонович Сацкий (укр. Віталій Антонович Сацький; 22 апреля 1930, Чубаревка — 26 октября 2017) — председатель правления металлургического комбината «Запорожсталь» в 1986—2012 годах. Герой Украины (1999). Заслуженный металлург УССР (1975), дважды лауреат Государственной премии Украины в области науки и техники (1970, 2001). Народный депутат Верховного Совета УССР 12-го созыва (Верховной Рады Украины I созыва).

## Биография
Родился 22 апреля 1930 года в пгт Чубаревка (сейчас Пологи).
В 1954 году окончил Днепропетровский металлургический институт.
С 1954 по 1980 годы работал на металлургическом заводе «Криворожсталь», пройдя трудовой путь от инженера прокатного цеха до главного инженера — заместителя директора.
С 1980 по 1983 годы — директор Всесоюзного научно-исследовательского проектно-конструкторского технологического института механизации труда в чёрной металлургии (Днепр).
C 1983 по 1986 годы — начальник Республиканского промышленного объединения металлургических предприятий «Укрметаллургпром» (Днепр).
В 1986—2012 годах руководил металлургическим комбинатом «Запорожсталь» (Запорожье).
Автор более 200 научных работ и научно-технических публикаций, 130 изобретений и одной монографии в области металлургии.
Скончался 26 октября 2017 года. 29 октября состоялось прощание, в котором, в частности, приняли участие глава «Запорожсталь» Ростислав Шурма, городской голова Владимир Буряк, главы районных администраций, глава областной администрации Константин Брыль, глава «Мотор Сич» Вячеслав Богуслаев, бывший городской голова Евгений Карташов. Похоронен Виталий Сацкий в Запорожье на Осипенковском кладбище.

## Награды и звания
Доктор технических наук (1996), автор свыше 120 научных работ, 130 изобретений, книги «Эксплуатация непрерывных мелкосортных станов» (1965). Член общественной организации «Академия горных наук Украины», академик общественной организации «Академия инженерных наук Украины», член общественной организации «Российская академия естественных наук» (РАЕН).
- Герой Украины (с вручением ордена Державы, 28.01.1999) — за выдающиеся трудовые достижения в развитии металлургической промышленности Украины.
- Награждён
  - советскими орденами: Знак Почёта (1966) и Трудового Красного Знамени (1971);
  - украинскими орденами: За заслуги I, II степеней (2005, 1997), Почётным знаком отличия Президента Украины (1993)[9], орденом князя Ярослава Мудрого V степени (2009), а также медалями.
- Дважды лауреат Государственной премии Украины в области науки и техники (1970, 2001)[10][11]
- В 2006 году удостоен награды «Лидер Украины».
- Заслуженный металлург УССР (1975).
- Почётный гражданин Запорожья (1999), Запорожской области (2009)[12][13].

## Память
- Имя Сацкого носит регата, которая проводится ежегодно в Запорожье с 2000 года.